# Xã Custer, Quận Sanilac, Michigan
Xã Custer (tiếng Anh: Custer Township) là một xã thuộc quận Sanilac, tiểu bang Michigan, Hoa Kỳ. Năm 2010, dân số của xã này là 1.006 người.